# Vanessa D’Ambrosio
Vanessa D’Ambrosio (* 26. April 1988 in Borgo Maggiore) ist eine san-marinesische Politikerin. Sie war vom 1. April bis 1. Oktober 2017 eine der beiden Capitani Reggenti (Staatsoberhäupter) von San Marino.

## Leben und Politik
D’Ambrosio studierte an der Universität Bologna Arabisch und Wirtschaftswissenschaften. Ihre Abschlussarbeit hatte das Thema Arbeitsökonomie und Geschlechterfrage in Saudi-Arabien nach der Golfkrise.

## Politik
D’Ambrosio gehört der Sinistra Unita (SU) an. Sie war von 2014 bis 2016 Mitglied des Gemeinderats (Giunta di Castello) von Serravalle. Seit 2015 ist sie Koordinatorin (coordinatore) der Sinistra Unita. Bei der Parlamentswahl 2016 schloss sich die SU mit anderen Gruppen zur Sinistra Socialista Democratica (SSD) zusammen. D’Ambrosio wurde auf der Liste der SSD in den Consiglio Grande e Generale, das san-marinesische Parlament gewählt. Sie ist Mitglied im Innenausschuss und Leiterin der san-marinesischen Delegation bei der parlamentarischen Versammlung des Europarates. Am 16. März 2017 wurde sie gemeinsam mit Mimma Zavoli zum Capitano Reggente (Staatsoberhaupt) von San Marino für die Periode vom 1. April bis 1. Oktober 2017 gewählt. Dies war das erste Mal, dass es zwei weibliche Capitani Reggenti gab.